# Movimento para a Autodeterminação da Ilha de Bioco

A bandeira separatista.

O Movimento para a Autodeterminação da Ilha de Bioco (MAIB) é uma organização política equato-guineense clandestina que tem como finalidade o reconhecimiento da autonomia do povo bubi em seu território tradicional da ilha de Bioco.
As autoridades da Guiné Equatorial proíbem qualquer atividade deste movimento. Sua origem está na União Bubi, que nos tempos da colonização espanhola pretendia uma administração para a ilha de Bioco diferente da do Rio Muni, onde predominavam os fang. 
Após a independência da Guiné Equatorial, debaixo da ditadura de Francisco Macías Nguema (1968-1979), quase todos os políticos e ativistas bubis foram assassinados ou exilados e qualquer aspiração de autonomia foi eliminada. Teodoro Obiang Nguema Mbasogo (1979-), um fang da mesma família que Macías, a quem derrubou do poder, mas sem estabelecer um regime democrático, continuou a repressão de movimentos considerados separatistas.
O MAIB tem o apoio dos líderes tradicionais bubis e parte da população bubi de Bioco e do exílio, localizada sobretudo na Espanha.